# Бульвар страху
«Бульвар страху» (англ. Rosewood Lane) — американський фільм жахів 2011 року режисера Віктора Сальва.

## Зміст
Після повернення у рідне містечко радіоведуча (і психіатр за сумісництвом) Сонні Блек помічає дивну поведінку свого сусіди, хлопчика, який розносить газети. У місті саме відбуваються вбивства і поведінка хлопчика змушує Сонні звернути на нього пильну увагу.

## Ролі
- Роуз Мак-Гавен — Сонні Блейк
- Деніель Рос Овенс — Дерек Барбер/рознощик газет
- Лорен Велес — Паула Кріншоу
- Сонні Марінеллі — Баррет Танер
- Леслі-Енн Даун — Хлої Телбот
- Рей Вайз — детектив Брігс
- Том Тарантіні — детектив Сабатіні
- Стів Том — Глен Форестер
- Лін Шей — Місіс Гаутгорн
- Ренс Говард — Фред Крамб
- Джудсон Мілс — Дарен Саммерс

## Цікаві факти
- Оператором і продюсером картини виступив чоловік Леслі-Енн Даун Дон Е. ФонтЛеРой